# Rinaldo Bosco
Rinaldo Bosco (Udine, 1º febbraio 1950) è un politico italiano.

## Biografia
Insieme ai vari leader del Movimento Friuli, Roberto Visentin, Pietro Fontanini, Sergio Cecotti e Alessandra Guerra nel 1990 ha fondato la sezione regionale della Lega Nord del Friuli-Venezia Giulia, (della quale è stato il presidente dal 1991 al 2003, fino alla sua espulsione dal partito).. Nel 1992 viene eletto al Senato nelle liste della Lega Nord in Friuli. Rieletto al Senato nel 1994, viene poi eletto alla Camera dei deputati alle elezioni del 1996. Termina il proprio mandato parlamentare nel 2001.
Successivamente è iscritto ed è socio militante del movimento politico Lega per Salvini Premier